# DON'T SLEEP
「DON'T SLEEP」（ドント・スリープ）は男闘呼組の5枚目のシングル。1990年1月24日にBMGビクターから発売された。

## 概要
これまでの大半の曲を手がけた大津あきらとMark Davisが最後のシングル表題曲とカップリングを手がけた作品。3枚目のアルバム『参』先行シングルで、男闘呼組にとっては最後のアナログ盤シングルでもある。
「明星」（集英社）1991年2月号で発表された『第4回YOUNG SONG大賞』では、本作が“ベスト・ロック・シングル賞”に選ばれた。
シングル版とアルバム『参』収録版では2番のAメロのボーカルが異なっており、シングル版は高橋和也の、アルバム『参』収録版は岡本健一のボーカルとなっている。

## 収録曲
1. DON'T SLEEP
作詞：大津あきら　作曲・編曲：Mark Davis
2. MY LIFE
作詞：大津あきら　作曲・編曲：Mark Davis

## 参加ミュージシャン
- 前田耕陽 - ボーカル、キーボード
- 成田昭次 - ボーカル、ギター
- 高橋和也 - ボーカル、ベース
- 岡本健一 - ボーカル、ギター
  - 江口信夫 - ドラム
  - 馬飼野康二 - キーボード

## 販売形態
| 規格 | 発売日        | リリース          | 品番     | 収録トラック                                                          |
| ---- | ------------- | ----------------- | -------- | --------------------------------------------------------------------- |
| EP   | 1990年1月24日 | RCA / BMGビクター | B07S-60  | A面：DON'T SLEEP B面：MY LIFE                                         |
| CT   | 1990年1月24日 | RCA / BMGビクター | B10T-60  | A面：DON'T SLEEP（歌入り／カラオケ） B面：MY LIFE（歌入り／カラオケ） |
| CD   | 1990年1月24日 | RCA / BMGビクター | B10D-132 | 1:DON'T SLEEP 2:MY LIFE                                               |

## 収録アルバム
- DON'T SLEEP
  - 参（1990年）[3]
  - NEW BEST 男闘呼組（1994年）[4]
  - HIT COLLECTION（1999年）[5]
  - オムニバスアルバム『続・青春歌年鑑 ’90 PLUS』（2002年）[6]
- MY LIFE
  - BEST OF BALLADS（1992年）[7]